# 天理河内本源氏物語
天理河内本源氏物語（てんりかわちほんげんじものがたり）は、源氏物語の写本。全帖にわたって河内本系統の本文を持ち、現在は天理大学天理図書館の所蔵であることから「天理河内本」と呼ばれている。

## 概要
本写本はかつて池田亀鑑が所有していた時点では54帖揃っていたと見られるが、現時点では54帖中初音帖を欠く53帖が揃った写本であり、かつ全帖にわたって河内本系統の本文を持っている。天理大学天理図書館には、数多くの源氏物語の貴重な写本が収蔵されており、その中にはかつて池田亀鑑のもとにあり、校異源氏物語にその本文を採用されたものが数多く存在する。それらの写本は天理図書館の所蔵となった現在でも校異源氏物語の時点で名付けられた国冬本、阿里莫本、麦生本、池田本といった名称のままで呼ばれている。本写本もかつては池田亀鑑のもとにあり、ある時期までは池田が作成していた源氏物語の校本において底本として採用されていたと見られるが、経緯は不明ながら最終的に校合対象となる写本からも外されてしまったために校異源氏物語で呼ばれている名称が存在しない。そのため本写本は天理図書館に所蔵されていることと河内本の本文を持つことから「天理河内本」と呼ばれるようになり、その名称で『源氏物語別本集成 続』において写本記号「天」として校合対象となる写本の一つに採用されている。

## 「校本源氏物語」の底本
1926年（大正15年）4月から1942年（昭和17年）にかけて池田亀鑑によって行われた源氏物語の校本作成の作業について、当初は河内本を底本として作業を行っていたとされており、1931年（昭和6年）に「校本源氏物語」と呼ばれた最終的な稿本を完成したとして1932年（昭和7年）11月19日および20日に東京帝国大学文学部国文学科において完成記念の展観会が開催された際に発行された『源氏物語に関する展観書目録』には完成した校本の底本について、
校本源氏物語底本　河内本（禁裏御本転写）　（室町時代）写
と説明されている。
この後校本作成の作業は大きく方針転換され、良質な青表紙本系統の本文を持った写本とされた大島本を底本とする校本である校異源氏物語及び源氏物語大成として結実することになる。しかしながらその中に対校本として河内本系統の本文を持った写本は尾州家本を始めいくつか取り上げられていたのも関わらず、「校本源氏物語」時代に底本とされていたと見られる河内本の写本は対校本としても採用されてはおらず、また池田亀鑑は、この大島本になる前の校本の底本がどのような写本であったのかについては上記の『源氏物語に関する展観書目録』以外には源氏物語大成研究編において「桃園文庫蔵源氏物語」としてわずかに解説している以外には記録を残しておらず、戦争中の混乱の中で失われたとしているために、これがどのような写本であったのかについては長く「不明である」とされてきた。
しかしながら、戦後天理図書館が購入しその所蔵となった53帖からなる河内本の本文を持っている源氏物語の古写本に一つに、その写本がかつて池田亀鑑の元にあったことを示す「桃園文庫」の所蔵印があり、かつ池田亀鑑が

本書は学会の重宝として貴重す

へき希有の珍本にしてよろしく校本源

氏物語の底本として学界に弘布す

へきものなり

昭和七年十一月　識之

と記した紙片が付されていることから、このときの底本はこの写本であろうと考えられるようになった。

## 本文
池田亀鑑は本写本のうち桐壺、椎本が後世の補写であるとしている。本写本は現存する53帖全体にわたって一貫して河内本の本文を持っていると見られている。現在までのところ、本写本単独では影印本や翻刻本は作成されていないものの、2005年（平成17年）に刊行を開始し、2010年（平成22年）現在刊行中である源氏物語の校本『源氏物語別本集成 続』において写本記号「天」・「天理河内本（天理図書館蔵）」として全帖にわたって校合対象となる写本として採用される予定であり、そこで本文を確認することが出来る。
また伊藤鉄也らのグループは青表紙本を代表する本文として最もよく使われる「大島本」に替わるものとして「池田本」（天理図書館蔵）を、また河内本を代表する本文として最もよく使われる「尾州家河内本」に替わるものとしてこの「天理河内本」（天理図書館蔵）を使用した校訂本文を作成し、別本を代表する本文として最もよく使われる「陽明文庫本」と合わせた異なった三系統の本文を対比できるようなテキスト「三本対照校訂本文」を作成している。